# Erismatica
Erismatica is een geslacht van vlinders uit de familie van de wespvlinders (Sesiidae), onderfamilie Sesiinae.
Erismatica is voor het eerst wetenschappelijk beschreven door Edward Meyrick in 1933. De typesoort is Erismatica erythropis.

## Soort
Erismatica omvat de volgende soort:
- Erismatica erythropis Meyrick, 1933